# Más allá de la muerte
Más allá de la muerte és una pel·lícula muda espanyola en blanc i negre del 1924 dirigida per Benito Perojo, autor també del guió basat en una narració de Jacinto Benavente, qui també va ser productor de la pel·lícula.

## Sinopsi
Raimundo Davidson, obsessionat per la mort de la seva primera xicota, és ara enamorat de Florència. Ella és la neboda del doctor Belfegor, mestre de la suggestió hipnòtica i fals vident que aprofita aquesta facultat amb el seu amic Burner per intervenir en negocis il·legals, convencent a malalts a punt de morir que fessin assegurances posant-lo a ell com a beneficiari. Assabentats de la fortuna de Davidson, acceleren les seves noces amb Florència per a poder obtenir-la per mitjà de la noia.

## Repartiment
- Georges Lannes – Raimundo
- Gaston Modot – Belfegor
- Andrée Brabant – Florencia
- Paul Vermoyal – Burner

## Producció
Va ser la segona i última pel·lícula dirigida i produïda per la productora Films Benavente, creada per Benavente i Perojo amb 100.000 pessetes aportades pel Marquès de Casa Madrid i Joaquín de Osma per tal que portessin al cinema les obres del dramaturg. La primera va ser Para toda la vida (1923). La trama era enrevessada i efectista ubicada en ambients luxosos i refinats. L'escenògraf Pierre Schild li va donar un aire avantguardista i Perojo va utilitzar algunes tècniques aleshores modernes com el flashback, el flash forward o les angulacions arriscades. El repartiment consistia en actors francesos que havien participat a Les Mystères de Paris i el rodatge es va fer a París. Fou estrenada el 15 de desembre de 1924 al Teatro Cervantes (Madrid).